# Mohamed Bengana
Mohamed Bengana, né le 21 décembre 1914 à Biskra et mort le 26 août 1996 à Palma de Majorque, est un homme politique français et un ancien député républicain radical et radical-socialiste de l'époque de l'Algérie française.

## Mandats
- Député de Constantine (1951-1955)[2].